# Manzanillo, Kuba
Manzanillo är en ort i Kuba.   Den ligger i provinsen Provincia Granma, i den sydöstra delen av landet, 600 km sydost om huvudstaden Havanna. Manzanillo ligger 16 meter över havet och antalet invånare är 128 188.
Terrängen runt Manzanillo är platt. Havet är nära Manzanillo åt nordväst. Runt Manzanillo är det ganska tätbefolkat, med 248 invånare per kvadratkilometer. Manzanillo är det största samhället i trakten. Trakten runt Manzanillo består till största delen av jordbruksmark.